# Adelaide di Vilich
Adelaide, nota anche come Alice (Geldern, 960 circa – Colonia, 5 febbraio 1015), fu badessa del monastero di Vilich, in cui introdusse la regola di san Benedetto, e poi del monastero di Santa Maria in Capitolio di Colonia. Fu proclamata santa, per equipollenza, da papa Paolo VI nel 1966.

## Biografia
Era figlia del conte Megingaudo di Gheldria e di sua moglie Gerberga. Studiò a Colonia, al monastero di Sant'Orsola; alla morte del fratello, i genitori destinarono una parte dell'eredità di questo alla costruzione del monastero di Vilich (vicino a Bonn) in cui Alice sarebbe dovuta diventare prima badessa. Così avvenne e, per le sue doti, Alice fu nominata, intorno all'anno mille, badessa anche del monastero di Santa Maria a Colonia di cui era stata badessa, fino alla morte, la sorella Bertranda. Nel 994 aveva adottato per il primo monastero la regola di San Benedetto. Dopo la morte avvenuta nel 1015, fu sepolta a Vilich e iniziò a diffondersi il culto, essendole stati attribuiti numerosi miracoli ed essendo note le sue opere di carità per i poveri.
I simboli di Sant'Alice sono il pane e il bastone ed è patrona contro i problemi di salute che riguardano gli occhi.

## Culto
Il 27 gennaio 1966 papa Paolo VI ne riconobbe il culto. Se ne celebra la memoria il 5 febbraio.